# 奥野 (市原市)
奥野（おくの）は、千葉県市原市の南総地区にある大字。郵便番号は290-0513。

## 概要
市原市南部にある。

## 地理
北は市場、東は長生郡長柄町大庭と長生郡長南町深沢、南は長生郡長南町蔵持、西は水沢・鶴舞・石川と島田と接している。

## 世帯数と人口
2022年（令和4年）4月1日現在の世帯数と人口は以下の通りである。
| 町丁字 | 世帯数 | 人口  |
| ------ | ------ | ----- |
| 奥野   | 58世帯 | 126人 |

## 通学区域
市立小学校・市立中学校及び県立高等学校の通学区域は以下の通りである。
| 町丁字 | 区域 | 小学校             | 中学校             | 高等学校 |
| ------ | ---- | ------------------ | ------------------ | -------- |
| 奥野   | 一部 | 市原市立牛久小学校 | 市原市立南総中学校 | 第9学区  |
| 奥野   | 一部 | 市原市立鶴舞小学校 | 市原市立南総中学校 | 第9学区  |

## 交通

### 鉄道
1933年から1939年までの間、南総鉄道の奥野駅が設置されていた。

### バス
奥野を経由する系統として、2024年（令和6年）11月現在、小湊鉄道バス（茂30系統、茂原駅南口 - 上総鶴舞駅間）が平日に2往復、土休日に1往復のみ運行されているほか、上総鶴舞駅手前の循環器病センターで折り返す系統（茂45）が平日に4往復運行される。

### 道路
- 国道409号
- 千葉県道171号加茂長南線

## 施設
- 奥野自治会館（市原市奥野475-3）
- 奥野下公民館（市原市奥野270）
- 奥野上公民館（市原市奥野1018-1）